# Булевар Зорана Ђинђића
| Булевар · ЗОРАНА ЂИНЂИЋА | Булевар · ЗОРАНА ЂИНЂИЋА      |
| ------------------------ | ----------------------------- |
|                          |                               |
| Општина                  | Нови Београд                  |
| Почетак                  | Ул. Милентија Поповића        |
| Крај                     | Студентска ул. Тошин бунар    |
| Дужина                   | 3200 m                        |
| Ширина                   | 12 до 58 m                    |
| Створена                 | 1960-их до 2002.              |
| Названа                  | 2007.                         |
| Стари називи             | Булевар АВНОЈ-а, Први булевар |
|                          |                               |
|                          |                               |
| Булевар Зорана Ђинђића   |                               |

Булевар Зорана Ђинђића се налази на Новом Београду. Простире се од раскрснице са улицом Студентском до улице Милентија Поповића.
Дужина булевара износи око 3.200 метара.
До недавне промене, улица је носила назив Булевар АВНОЈ-а.
Улицом саобраћају три линије ГСП-а: 17, 68 и 74.
У улици се налазе многи важни и познати објекти: зграда Управе Царина, О. Ш. „Душко Радовић“, зграда Полиције (СИВ 2), ТЦ Меркатор, Зграда Уједињених нација (бивша зграда Телевизије Б-92) и спортска дворана „Београдска арена“, као и бројне банке, финансијске институције и друге фирме.